# 11 Comae Berenices
11 Coma Berenices là tên của một hệ sao đôi sao nằm ở phía bắc chòm sao Hậu Phát. Nó nằm phía đông, hơi chếch về phía bắc của Denebola (nằm trong chòm sao Sư Tử) nhưng không xa về phía đông như Epsilon Virginis (nằm trong chòm sao Xử Nữ. Nó nằm chếch qua một độ tính từ thiên hà elip Messier 85 và chếch qua hai độ tính từ thiên hà xoắn ốc Messier 100. Dựa trên giá trị thị sai là 10,7104, ngôi sao này nằm cách mặt trời chúng ta 305 năm ánh sáng. Với mắt thường, ta có thể nhìn thấy nó là một ngôi sao mờ có màu cam với cấp sao biểu kiến là 4,72 (cấp sao tuyệt đối là −0.02). Ngôi sao này đang di chuyển ra xa với vận tốc xuyên tâm là 44 km/s.
Ngôi sao thứ nhất trong hệ sao này là một ngôi sao khổng lồ loại K0 III. Độ kim loại của nó thấp, bằng một nửa của mặt trời. Keenan và McNeil năm 1989 tìm thấy một lớp G8+ III Fe-1, cho thấy sự thiếu hụt sắt trong quang phổ của nó. Ngôi sao này khoảng 1,5 tỉ tỉ năm tuổi, nặng gấp 1,7 lần khối lượng mặt trời và lõi của ngôi sao này đang hết dần Hydro và bán kính của nó gấp 15,8 lần bán kính mặt trời. Độ sáng của nó gấp 110 lần độ sáng của mặt trời và nhiệt độ hiệu dụng của quang cầu là 4670 Kelvin. Nó có một thiên thể đồng hành có cấp sao biểu kiến là 12,9 ở khoảng cách góc 8,8" dọc theo góc vị trí 44° dựa theo dữ liệu của năm 2007.
Ngôi sao đồng hành này được phát hiện là quay quanh ngôi sao thứ nhất bởi Liu, Y.-J. et al. vào năm 2007 bằng phương pháp vận tốc hướng tâm. Chu kì quay của nó là 326 ngày và có khối lượng ít nhất là gấp 19,1 làn khối lượng của sao Mộc. Khoảng cách của nó với ngôi sao thứ nhất là 1,3 đơn vị thiên văn. Ngôi sao này đang nằm trong loại sao lùn nâu đang trong giai đoạn hợp thành Deuterium.
| Đồng hành | Khối lượng | Bán trục lớn (AU) | Chu kỳ quỹ đạo | Độ lệch tâm quỹ đạo | Năm phát hiện |
| b         | ≥194±15 MJ | 129±005           | 32603±032 ngày | 0231±0005           | 2007          |